# Festival internazionale del film di fantascienza di Trieste
Il Festival internazionale del film di fantascienza di Trieste è stata una rassegna cinematografica tenutasi a Trieste per un ventennio, dal 1963 al 1982, costituendo la prima e, all'epoca, maggiore manifestazione italiana dedicata al cinema di fantascienza.

## Storia
La manifestazione nacque nel 1963 da un'idea di Flavia Paulon, in collaborazione con i giornalisti Piero Zanotto e Giulio Raiola e con Gastone Schiavotto, che inizialmente fu il direttore artistico. Al Festival potevano partecipare solo lungo–medio–cortometraggi realizzati negli ultimi quattro mesi che testimoniassero il progresso raggiunto nel settore dalle cinematografie dei vari Paesi. Era organizzato da un gruppo di artisti e appassionati di cinema, "giovani della poesia visiva", così li definì Ungaretti in un telegramma augurale, conservato nell'archivio del Centro Ricerche e Sperimentazioni La Cappella Underground.
La manifestazione ebbe grande successo di critica e di pubblico sia in Italia che, inaspettatamente, a livello internazionale. Nessuna rassegna, nemmeno la Mostra del cinema di Venezia, si era mai occupata di film di fantascienza e ci furono ben ottocento recensioni in riviste specializzate di tutto il mondo.
Il festival portò a Trieste illustri personalità di livello internazionale come Arthur C. Clarke, Roger Corman, Riccardo Freda, Forrest J. Ackerman, Umberto Eco e Brian Aldiss.
Durante il festival erano assegnati i premi Film FIFF (dalla prima edizione del 1963) e il premio Asteroide, tradizionalmente noto come Asteroide d'Oro, che veniva consegnato al miglior film in concorso ed era disegnato ogni anno da un artista diverso.
La manifestazione si interruppe nel 1982, quando vennero a mancare i finanziamenti dell'Azienda di soggiorno e turismo di Trieste che l'aveva sostenuto.
La sua eredità è stata raccolta a quasi vent'anni di distanza da Trieste Science+Fiction Festival, il festival cinematografico organizzato dalla Cappella Underground, che si tiene sempre a Trieste a partire dal 2000.